# Kilmacolm
Kilmacolm – miejscowość w Wielkiej Brytanii, w hrabstwie Inverclyde.
Zamieszkana przez 4000 osób.